# Lout
Lout ist eine semantisch festgelegte, aber erweiterbare Layout-Sprache für die computergestützte Erstellung von Textdokumenten. In Art und Weise der Layout-Beschreibung sowie der Ausdruckskraft der Sprache ist Lout vergleichbar mit LaTeX und den troff-Makros. Der Name der Sprache symbolisiert den Begriff document layout.
Die (einzige / Referenz-)Implementierung Basser Lout steht als freie Software unter der GNU General Public License (GPL) zur Verfügung.

## Geschichte
Lout ist das Ergebnis eines Forschungsprojekts, das im Sommer 1984 an der School of Information Technologies an der Universität Sydney begonnen wurde. Das Ziel war, eine konsistente Sprache für die Textformatierung zu entwickeln, die es einem Anwender ermöglicht, die Fähigkeiten moderner Druckgeräte auszunutzen, ohne mit technischen Details der Realisierung qualitativ hochwertiger Druckausgaben konfrontiert zu sein. Das Ergebnis des Projekts ist das 1991 in der ersten Version erschienene Formatierungsprogramm Basser Lout, das aus einer mit Lout ausgezeichneten Textdatei eine PostScript-Datei generiert.

## Eigenschaften
Mit Lout können Textdokumente entsprechend den Textverarbeitungsstandards beschrieben werden. Neben Sprachelementen für logische Textteile wie Überschriften, Absätze, Zitate, Fußnoten, Kopf- und Fußzeilen, für Dokumenttypen wie Bücher oder Artikel und variable Schriftgestaltung gibt es Beschreibungselemente für das Setzen mathematischer Formeln, Tabellen, Indizes und Bibliografien. Einfache Grafiken und Graphen können beschrieben werden.
Während die Ausdrucksmächtigkeit der Sprache mit LaTeX vergleichbar ist, ist die Ressourcen-Anforderung des Basser-Lout-Interpreters erheblich geringer. Auf Grund der geringeren Verbreitung existieren für Lout jedoch nicht annähernd so viele Anpassungen und Erweiterungen wie für LaTeX. Von troff unterscheidet sich Lout vor allem durch seine Sprachkonsistenz.
Als Layoutsprache, die mit dem Basser-Lout-Interpreter vollständig implementiert ist, kann Lout als Zielsprache für die Layoutierung von SGML- oder XML-Dokumenten eingesetzt werden.

## Beispiel
```
@SysInclude {doc}
@Doc @Text @Begin
@Display @Heading {Diese Überschrift wird zentriert und fett gesetzt}
Das ist ein Absatz.
@PP
Das ist ein zweiter Absatz. @I {Dieser Satz wird kursiv gesetzt.}
@End @Text
```